# ریموت (اورگن)
ریموت (به انگلیسی: Remote) یک منطقهٔ مسکونی در ایالات متحده آمریکا است که در اورگن واقع شده‌است. ریموت ۷۴٫۹۸ متر بالاتر از سطح دریا واقع شده‌است.